# Кубок ФНЛ
Кубок Футбольной национальной лиги — товарищеский турнир, соревнование, ежегодно проводившееся с участием команд Футбольной национальной лиги России в зимний перерыв с 2012 по 2020 год. В 2014 и 2015 годах соревнования проходили в Турции, во все остальные годы — на Кипре.

## История
1 декабря 2011 года было сообщено об утверждении регламента первого Кубка ФНЛ. Согласно ему 8 команд-участниц делятся на две группы (клубы, занявшие нечётные места в чемпионате, составляют группу А, занявшие же чётные места — группу Б).
По итогам группового этапа определялись участники финала и матчей за 3-4, 5-6, 7-8 места. В серии плей-офф в случае ничейного результата в основное время команды проводили серию послематчевых пенальти без дополнительного времени. В матчах разрешалось проведение шести замен.
Начиная с розыгрыша Кубка ФНЛ 2015 в турнире принимали участие 16 команд, разбивававшихся на предварительной стадии на 4 группы.
Регламент немного менялся (например, игры в группах в 2016 году проходили по принципу плей-офф), но его основа оставалась неизменной — все команды на турнире проводили одинаковое количество матчей и распределялись по итоговым местам посредством стыковых игр.
Состав участников Кубка ФНЛ формировался в соответствии с турнирной таблицей текущего Первенства ФНЛ после первого круга (на Кубке ФНЛ 2012 — в соответствии с турнирной таблицей по итогам первого этапа (двух кругов) Первенства ФНЛ 2011/12) — лучшие 16 команд (до 2015 года — 8 команд) получали право на участие в турнире. Некоторые клубы ФНЛ (в соответствии со своим графиком подготовки к возобновлению сезона, либо по финансовым причинам) в турнире не участвовали, при этом в случае отказа каких-либо команд из данного списка приоритетное право на участие в турнире получали другие участники Первенства ФНЛ, также приглашались иные команды клубов ПФЛ и РФПЛ (а в 2016 году клуб ФНЛ «Волгарь» играл на турнире двумя командами). В Кубке ФНЛ 2018 впервые приняла участие зарубежная команда — ФК «Рига» из высшей лиги Латвии.
7 декабря 2020 года на общем собрании ФНЛ проведение Кубка лиги было признано нерентабельным, и турнир был упразднён. В январе 2023 года президент ФНЛ Наиль Измайлов не исключил возможности возрождения Кубка ФНЛ, заявив, что «в том формате, в котором он был — он был нежизнеспособным и неэффективным».

## Победители
| Дата                     | Победитель                                                                       | Счет           | Финалист                         | Стадион                                           | Зрители |
| ------------------------ | -------------------------------------------------------------------------------- | -------------- | -------------------------------- | ------------------------------------------------- | ------- |
| 20 февраля 2012 Детально | Урал (1) · 11′ Сафрониди                                                         | 1:0            | Шинник                           | Паралимни Мунисипал — Тасос Марку Паралимни, Кипр | 100     |
| 19 февраля 2013 Детально | Урал (2) · 46′ Петрович 49′ Петрович 59′ Чухлей                                  | 3:1            | Томь · 40′ Бендзь                | Пафиако Пафос, Кипр                               | 250     |
| 20 февраля 2014 Детально | Луч-Энергия (1) · 68′ Асильдаров                                                 | 1:0            | Торпедо (Москва)                 | Спортивного центра Беллис Белек, Турция           | 500     |
| 23 февраля 2015 Детально | Волгарь (1) · 37′ Алхазов 52′ Кренделев                                          | 2:2 (8:7 пен.) | Томь · 45+′ Баженов 48′ Нехайчик | Спортивного центра Беллис Белек, Турция           | 500     |
| 23 февраля 2016 Детально | Газовик (1) · 78′ Коронов                                                        | 1:0            | Шинник                           | Аммохостос Ларнака, Кипр                          |         |
| 24 февраля 2017 Детально | Факел (1) · 82′ Нагибин                                                          | 1:0            | Чертаново                        | Цирион Атлетик Центр Лимассол, Кипр               |         |
| 23 февраля 2018 Детально | Урал (3) · 24′ Эль-Кабир                                                         | 1:1 (4:2 пен.) | Луч-Энергия · 43′ Павленко       | Ероскипу , Кипр                                   |         |
| 20 февраля 2019 Детально | Авангард (1) · 80′ Земсков                                                       | 1:1 (4:3 пен.) | Ротор · 86′ Саная                | Куклия Комьюнити Куклия, Кипр                     |         |
| 27 февраля 2020 Детально | Химки (1) · Барков 3′ Корян 13′ Полярус 32′, 26′, 54′ Трошечкин 38′ Скворцов 78′ | 7:0            | Тамбов                           | Имени Стелиоса Кириакидеса Пафос, Кипр            |         |

### По клубам
| Клуб                      | Победитель | Финалист | Годы             |
| ------------------------- | ---------- | -------- | ---------------- |
| Урал (Екатеринбург)       | 3          | 0        | 2012, 2013, 2018 |
| Луч-Энергия (Владивосток) | 1          | 1        | 2014, 2018       |
| Волгарь (Астрахань)       | 1          | 0        | 2015             |
| Газовик (Оренбург)        | 1          | 0        | 2016             |
| Факел (Воронеж)           | 1          | 0        | 2017             |
| Авангард (Курск)          | 1          | 0        | 2019             |
| Химки                     | 1          | 0        | 2020             |
| Томь (Томск)              | 0          | 2        | 2013, 2015       |
| Шинник (Ярославль)        | 0          | 2        | 2012, 2016       |
| Торпедо (Москва)          | 0          | 1        | 2014             |
| Чертаново (Москва)        | 0          | 1        | 2017             |
| Ротор (Волгоград)         | 0          | 1        | 2019             |
| Тамбов                    | 0          | 1        | 2020             |

## Трансляции матчей
В 2012 и 2013 годах финальные матчи (за 1-е место) транслировались на телеканале «Россия-2» (в 2013 году телеканалом «Спорт» был также показан матч за 3-е место), в 2014 году — на телеканале «Наш футбол», в 2016 и 2017 годах — на телеканале «Матч! Наш Спорт». В интернете в 2012 году все матчи турнира показывались на сайте Onedivision.ru, в 2013 году — на портале SportLive, с 2014 года все матчи стали показываться на портале Sportbox.ru (в 2018 году — также на сайте ФНЛ), в 2019 году исходная картинка видеотрансляций была на странице ФНЛ в «Одноклассниках», в 2020 году трансляции прошли на «Яндекс.Эфире».

## «Кинопоиск FNL Camp»
Осенью 2023 года в СМИ начали появляться сообщения о возрождении Кубка ФНЛ. В декабре президент ФНЛ Наиль Измайлов сообщил, что в предстоящем турнире будут протестированы оранжевые карточки с удалениями на 10 минут в качестве нововведений футбольных правил, представленных Международным советом футбольных ассоциаций (IFAB). 10 января появилась информация о том, что в соревновании, которое будет проходить в Турции с 10 по 22 февраля (местом проведения назывался Белек) примут участие 6 команд, среди которых клуб из Казахстана и две команды Медиалиги, они будут разбиты на две группы, одну группу составят «Родина», «Кызыл-Жар» и «Амкал», другую — «Енисей», Broke Boys и «Спартак-2». 2 февраля на сайте Второй лиги была размещена информация, согласно которой Футбольной национальной лигой и «Кинопоиском» при поддержке генерального спонсора букмекерской компании BetBoom будет проведён турнир «Кинопоиск FNL Camp» (информация о сроках проведения, участниках и составах групп подтвердилась, местом проведения стала Анталья). Турнир прошёл по правилам медиафутбола: помимо оранжевых карточек, это 2 тайма по 25 минут чистого времени, красный бонусный мяч (гол им считается за два), буллитальти при ничейном результате и прочее. На сайте турнира было заявлено, что «спустя 4 года Футбольная Национальная Лига возобновляет проведение зимнего Кубка ФНЛ». Победу в соревновании одержал казахстанский «Кызыл-Жар»
| Группа        | Команда    | Откуда                  | Формат | Места         |
| ------------- | ---------- | ----------------------- | --- | ------------- |
| Первая группа | Енисей     | Первая лига             | Игры — в один круг, победители групп играют в матче за 1-е место, занявшие 2-е места — за 3-е место, занявшие 3-е места — за 5-е место | 1. Кызыл-Жар  |
| Первая группа | Broke Boys | Медиалига               | Игры — в один круг, победители групп играют в матче за 1-е место, занявшие 2-е места — за 3-е место, занявшие 3-е места — за 5-е место | 2. Broke Boys |
| Первая группа | Спартак-2  | Вторая лига             | Игры — в один круг, победители групп играют в матче за 1-е место, занявшие 2-е места — за 3-е место, занявшие 3-е места — за 5-е место | 3. Енисей     |
| Вторая группа | Амкал      | Медиалига               | Игры — в один круг, победители групп играют в матче за 1-е место, занявшие 2-е места — за 3-е место, занявшие 3-е места — за 5-е место | 4. Родина     |
| Вторая группа | Родина     | Первая лига             | Игры — в один круг, победители групп играют в матче за 1-е место, занявшие 2-е места — за 3-е место, занявшие 3-е места — за 5-е место | 5. Спартак-2  |
| Вторая группа | Кызыл-Жар  | Премьер-лига Казахстана | Игры — в один круг, победители групп играют в матче за 1-е место, занявшие 2-е места — за 3-е место, занявшие 3-е места — за 5-е место | 6. Амкал      |